# Styrak lekarski

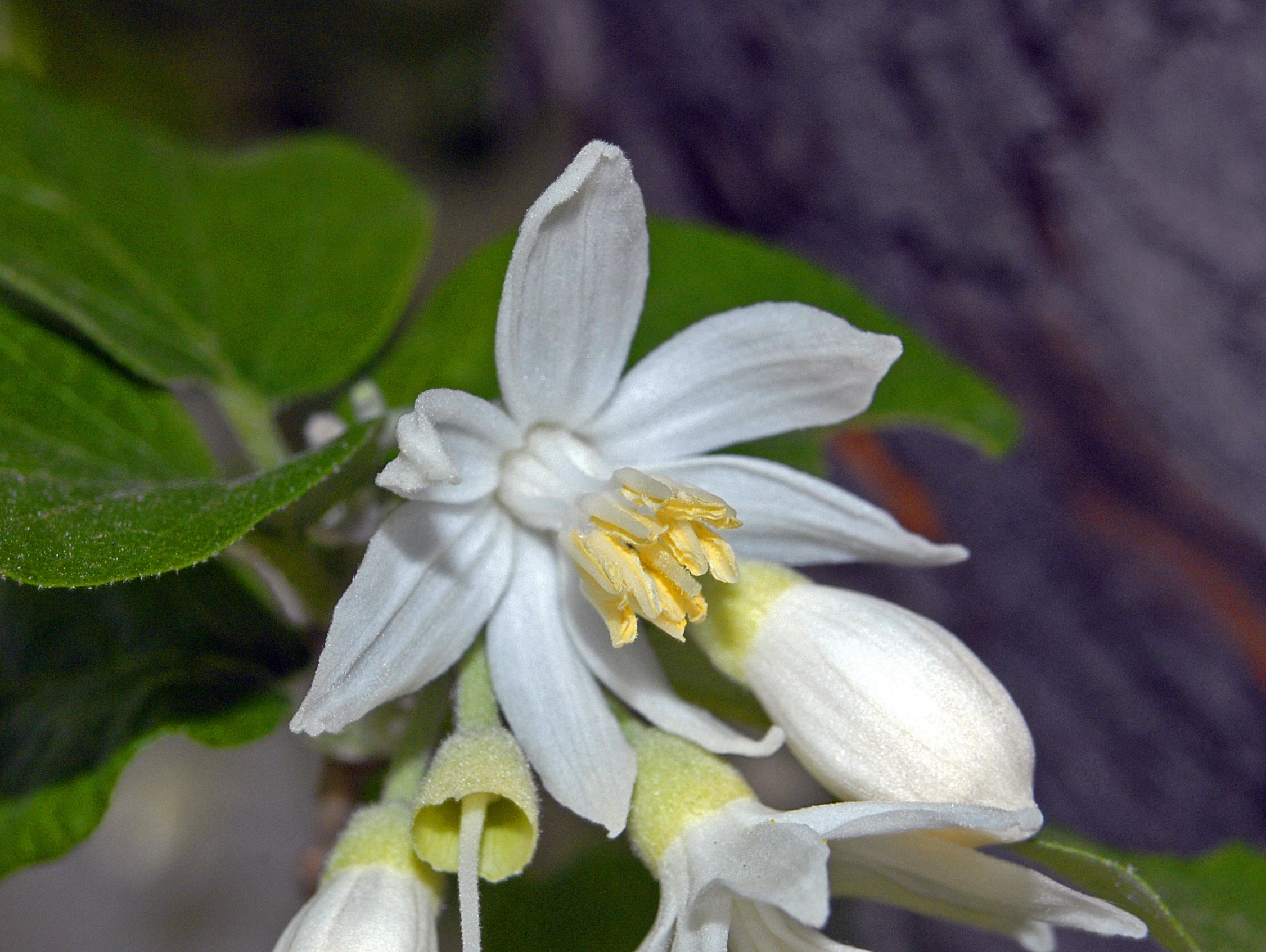

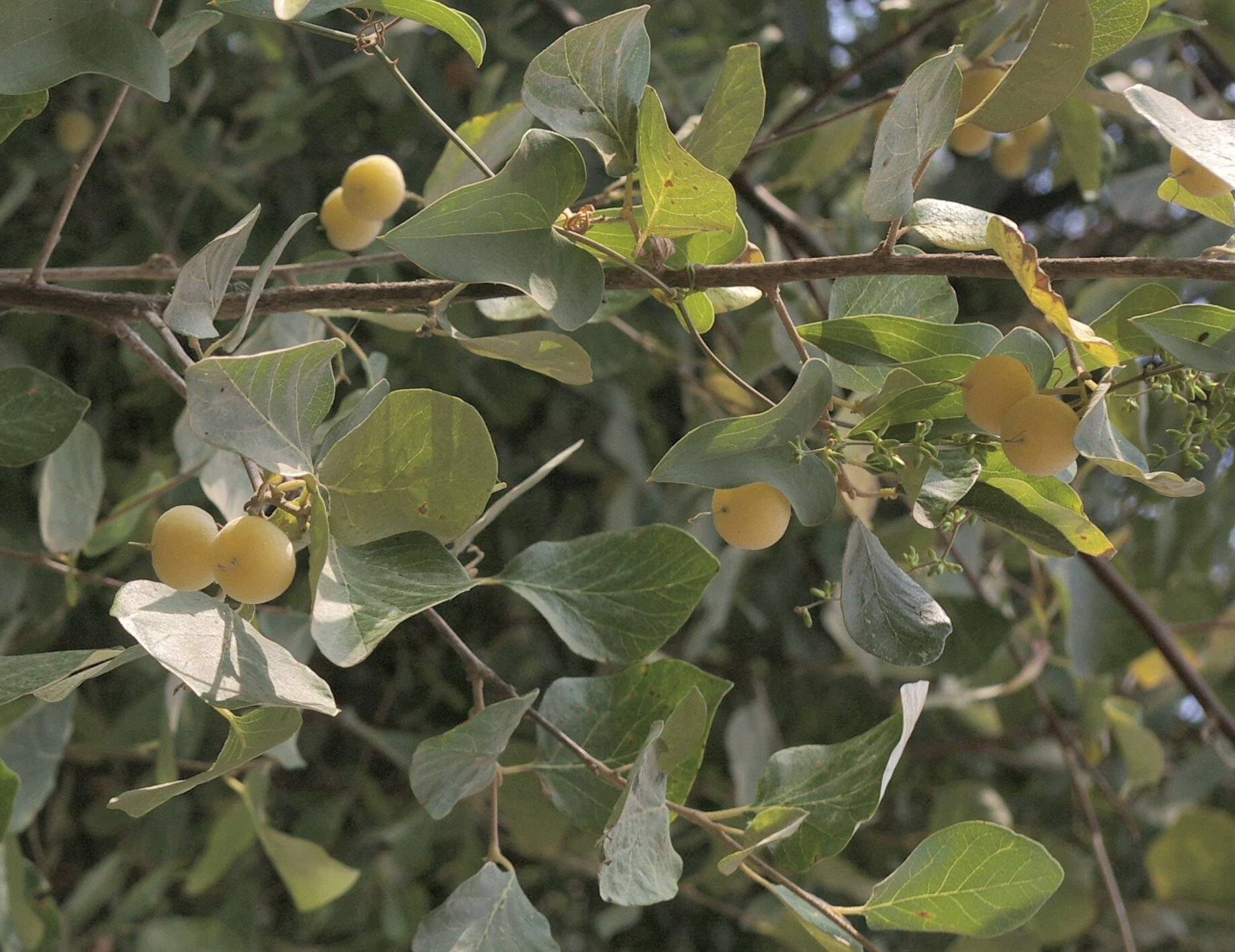
Owoce

Styrak lekarski, styrakowiec lekarski (Styrax officinalis L.) – gatunek roślin z rodziny styrakowatych. Rośnie dziko w południowo-wschodniej Europie (Kreta, Albania,  Chorwacja, Włochy) i Azji Zachodniej (Cypr, Izrael. Jordania, Syria, Turcja). Jest uprawiany w wielu krajach świata.

## Morfologia
PokrójDrzewo lub krzew wysokości do 6 m i cienkich, czerwonawych pędach
LiścieUlistnienie naprzemianległe. Liście pojedyncze, jajowate, na górnej stronie błyszczące, na spodniej pokryte białym kutnerem. Mają długość 5-10 cm i szerokość 3,5-5,5 cm.
KwiatyBiałe i pachnące, zebrane są po kilka w nieliczne grona na szczytach pędów. Pojedynczy kwiat ma długość ok. 2 cm, koronę 5-7-płatkową, z krótką rurką, dzwonkowaty kielich, 10-14 pręcików i słupek.
OwocZielonawy, kulisty i pokryty kutnerem pestkowiec.

## Biologia i ekologia
Dobrze rośnie na różnych podłożach; na bazalcie, tufie, na wapieniach i innych skałach osadowych. Rośnie w lasach razem z innymi gatunkami drzew, szczególnie z dębem taborem (Quercus ithaburensis), pistacją atlantycką (Pistacia atlantica) i judaszowcem południowym (Cercis siliquastrum). Występuje także w zaroślach, stepach, na półpustyniach i w zbiorowiskach roślinnych typu makia.
Okres kwitnienia rozciąga się od wiosny do lata (maj-czerwiec). Kwiaty podczas kwitnienia wydzielają zapach podobny do cytrusów. Roślina miododajna. Owoce dojrzewają we wrześniu-listopadzie. Nasiona są trujące.

## Zastosowanie
- Owoce dla ludzi są niejadalne z powodu gorzkiego smaku, chętnie jednak zjadane są przez owce. Połykają one również pestkę, jednak nie powoduje ona u nich zatrucia, gdyż jest wydalana z odchodami w całości[6].
- Dawniej ze zmielonych nasion zmieszanych z mąką sporządzano trutkę na ryby. Ryby po jej zjedzeniu zdychały i unosiły się na wodzie. Były jadalne po usunięciu jelit. Z nasion robiono również trutkę na szczury[6].
- Pestki owoców są bardzo trwałe, robiono z nich naszyjniki[6].
- W krajach o ciepłym klimacie styrak lekarski jest sadzony w parkach i ogrodach jako drzewo ozdobne[6].

## Udział w kulturze
- Jest czczony przez muzułmanów. Według niektórych temu zawdzięcza swoje liczne występowanie w niektórych miejscach, np. w lasach na wzgórzach Golan. Inni jednak uważają, że tylko dlatego, że oprócz owoców zjadanych przez owce nie znajduje innego zastosowania. Drewno nie jest używane na opał, jego dym uważa się bowiem za trujący[6].
- Nadana przez K. Linneusza łacińska nazwa rodzajowa pochodzi od żywicy styraks wydzielanej przez niektóre gatunki styraków. Styrak lekarski nie wydziela jednak żywicy[6]. Gatunkowa nazwa officinalis (po polsku lekarski) pochodzi od łacińskiego słowa officina, pierwotnie oznaczającego warsztat, później klasztorny magazyn, sklep zielarski, aptekę lub sklep z narkotykami. Nazwa ta jest jednak myląca, roślina nie ma bowiem własności leczniczych[8].
- N. H. Moldenke, A. L. Moldenke sądzą, że żywica ze styraka lekarskiego była przez Żydów używana w kadzidłach, z tego powodu uważa się, że gatunek ten występuje w niektórych miejscach Biblii jako storax lub wonna żywica (Wyj 30,34, Syr 24,21)[8]. Inni znawcy roślin biblijnych  wykluczają jednak, by styrak lekarski używany był do tego celu (nie wydziela bowiem żywicy), M. Zohary natomiast uważa, że występuje on w Biblii, ale w innych miejscach (np. Oz 4,13), opisany jest hebrajskim słowem libne(h)[9]